# Mike Tyson Mysteries
Mike Tyson Mysteries est une série télévisée d'animation américaine pour adultes et la première à être produite par Warner Bros. Animation pour Adult Swim.

## Description
Elle a été créée le 27 octobre 2014.
La série présente Mike Tyson résolvant des mystères, dans le style de I Am the Greatest: The Adventures of Muhammad Ali, Scooby-Doo, Jonny Quest et Mister T..
Le 10 décembre 2014, Adult Swim a renouvelé la série pour une deuxième saison, qui a débuté le 1er novembre 2015. Une troisième saison a été diffusée le 14 mai 2017 et les épisodes restants de la saison 3 ont été diffusés du 4 mars 2018 au 13 mai 2018.
La quatrième et dernière saison a été diffusée le 30 juin 2019.
La saison 1 de la série sort le 28 février 2020 en France sur la VOD de la chaîne Adult Swim France.
Au Canada, la série est disponible sur Netflix.
La série comporte 4 saisons et 70 épisodes.

## Synopsis
La série suit les mésaventures fictives du boxeur/acteur Mike Tyson, du fantôme du marquis de Queensberry, de la fille adoptive de Tyson et d'un pigeon parlant alcoolique, alors qu'ils résolvent des mystères à travers le monde.
Le style de la série emprunte beaucoup à Mister T., produit par Ruby-Spears en 1983-1986 avec l'acteur/lutteur Laurence Tureaud, ainsi qu'aux productions Hanna-Barbera des années 1970 telles que Scooby-Doo et The Funky Phantom.
Destinée à un public plus âgé, la série emploie un langage et des concepts pour adultes, à la manière des Griffin, South Park et d'autres séries d'Adult Swim.
Bien que chaque épisode implique un mystère en tant que dispositif de cadrage, l'intrigue prend souvent une direction complètement différente. Les mystères sont rarement résolus et les épisodes se terminent parfois sur des cliffhangers.

## Personnages
Personnages principaux
- Mike Tyson (VO : lui-même ; VFB : Sébastien Hébrant[2]) : le personnage-titre de la série, Mike Tyson est un boxeur à la retraite qui résout maintenant les mystères. Il est dépeint comme étant complètement déconnecté de la réalité, confondant un grand maître d'échecs avec le grand sorcier du Ku Klux Klan, ou Elon Musk avec Elton John, pensant qu'un code binaire énonce « Ooo », et mangeant de la malbouffe sans se rendre compte qu'il est en régime. Il a la réputation de faire des choses inhabituelles comme prendre un bain à l'avoine avec de la farine d'avoine cuite, posséder un grizzli pour animaux de compagnie et utiliser des moustiques pour l'aider à dormir, tout en prononçant incorrectement les noms de nombreux autres personnages, même en appelant sa propre fille Yang ou Ouais au lieu de Yung.
- Pigeon (VO : Norm Macdonald ; VFB : Franck Dacquin[2]) : un pigeon sarcastique alcoolique, dépravé sexuellement. C'est un ancien humain qui a été transformé en pigeon par son ex-femme, par le biais d'une malédiction pour l'avoir trompée. Son vrai nom se révèle être Richard, bien que tout le monde l'appelle toujours Pigeon. Pigeon n'aime pas Marquis et Yung Hee, mais Tyson est apparemment inconscient de sa nature odieuse. Pigeon est le père biologique de Yung Hee d'une nuit, bien que Pigeon garde cette information pour lui après avoir observé à quel point Mike et Yung Hee sont proches.
- Yung Hee Tyson (VO : Rachel Ramras ; VFB : Ludivine Deworst[2]) : la fille adoptive de Mike. Née en 1998, sa mère biologique l'a laissée sur le pas de la porte de Mike lorsqu'elle était bébé. Un bâillon courant dans la série est qu'Yung est à plusieurs reprises confondu avec un garçon.
- Marquis de Queensberry (VO : Jim Rash ; VFB : Simon Duprez[2]) : le défunt père de la boxe moderne, le Marquis de Queensberry, est un fantôme alcoolique, narcissique et flamboyant qui fournit à Mike des conseils intellectuels. La partie marquise de son nom est prononcée "Marcus" et rendue comme si c'était son vrai nom, au lieu d'un titre.

Personnages récurrents
- Deezy (VO : Chuck Deezy) : l'agent de Mike Tyson
- Bert (VO : Hugh Davidson) : un chauffeur de limousine grossier NYC
- Carol (VO : Jill Matson-Sachoff) : l'épouse à court terme de Mike
- Jillian Davis (VO : Cheryl Hines) : un mondain de Newport Beach
- Terry (VO : Rhys Darby) : l'Australien de bonne humeur qui s'occupe de la piscine de Mike
- Maxine (VO : Rachael Harris) : le propriétaire de la boutique d'antiquités Don’t Judge a Book et un confident de Marcus
- Delvin (VO : David Hoffman ou Larry Dorf) : le gestionnaire aux manières douces du supermarché de Munn
- Harold Feder (VO : Kevin Ruf) : l'avocat de Mike et le parrain de Yung.

## Réception
- La série a reçu des critiques principalement positives. La série détient actuellement une note de 82% sur Rotten Tomatoes sur la base de 11 avis, son consensus étant : « Un tourbillon vertigineux de lowbrow et de concept haut de gamme, Mike Tyson Mysteries devrait plus que satisfaire les fans du mélange signature de bêtise animée d'Adult Swim ».
- Metacritic donne à la série un score de 75/100 basé sur six critiques, indiquant des critiques « généralement favorables ».